# Pierre Lefranc (homme politique 1815-1877)
Pour les articles homonymes, voir Pierre Lefranc et Lefranc.
Pierre Joseph Lefranc, né le 26 novembre 1815 à Montmirey-la-Ville (Jura) et mort le 16 juin 1877 à Versailles, est un journaliste et homme politique français.

## Biographie
Clerc de notaire, puis avocat, il est recruté comme rédacteur en chef lors de la fondation du journal L'Indépendant des Pyrénées-Orientales en 1846. Il s'y livre à de violentes campagnes républicaines contre la monarchie de Juillet, ce qui lui vaut de nombreuses condamnations. Il est député des Pyrénées-Orientales de 1848 à 1851, siégeant à l'extrême gauche. Opposant à l'Empire, il est exilé après le coup d’État du 2 décembre 1851. 
À la chute de l'Empire, après la Proclamation de la République française du 4 septembre 1870 Lefranc est nommé préfet des Pyrénées-Orientales le 5 septembre 1870. Il est à son poste le 7 septembre, et demande la levée immédiate de l'état de siège. Le 8 septembre, il demande des pouvoirs illimités, et le 9 septembre, la demande de la levée de l'état de siège restant sans résultat, il donne sa démission. Il n'a été en fonction que trois jours. Une commission départementale assure l'intérim, et le 12 septembre est nommé son successeur Louis Jousserandot. 
Il est élu député des Pyrénées-Orientales le 8 février 1871 et siège à gauche. En 1876, il est élu sénateur des Pyrénées-Orientales.
Il est inhumé à Moissey.

## Mandats
Député des Pyrénées-Orientales
- 23 avril 1848 - 26 mai 1849
- 13 mai 1849 - 2 décembre 1851
- 8 février 1871 - 7 mars 1876